# The Same Again
The Same Again è un singolo del cantante statunitense Billy Howerdel, pubblicato il 3 giugno 2022 come quinto estratto dal primo album in studio What Normal Was.

## Descrizione
Si tratta dell'ultimo di una serie di tre brani che Howerdel ha diffuso in anteprima nelle ultime settimane prima del lancio del disco, avendo seguito Beautiful Mistake e Selfish Hearts. Con questi ultimi due condivide le sonorità new wave-gotiche tipiche dei Depeche Mode.

## Tracce
Testi e musiche di William Howerdel.
1. The Same Again – 3:33

Tracce bonus nell'edizione di Spotify
1. Selfish Hearts – 2:51
2. Beautiful Mistake – 5:12
3. Free and Weightless – 3:42
4. Poison Flowers – 5:32

## Formazione
Hanno partecipato alle registrazioni, secondo le note di copertina di What Normal Was:
Musicisti
- Billy Howerdel – voce, chitarra, basso, programmazione, tastiera
- Danny Lohner – programmazione aggiuntiva
- Josh Freese – batteria
- Matt McJunkins – basso aggiuntivo

Produzione
- Billy Howerdel – produzione, ingegneria del suono
- Danny Lohner – produzione
- Smiley Sean – ingegneria del suono aggiuntiva
- Justin McGrath – montaggio digitale
- Matty Green – missaggio
- Joe LaPorta – mastering